# Eremophila citrina
Eremophila citrina är en flenörtsväxtart som beskrevs av Chinnock. Eremophila citrina ingår i släktet Eremophila och familjen flenörtsväxter. Inga underarter finns listade i Catalogue of Life.